# Beno Dolinšek
Beno Dolinšek, slovenski alpinist, * 1969, † ok. 14. oktobra 1994, pobočje Anapurne, Nepal.
Dolinšek je kot član mariborske odprave na vrh Anapurna III (7550 m n. v.) poskusil s samostojnim vzponom, po tistem, ko sta s soplezalcem prišla do tretjega baznega tabora in se je soplezalec odločil sestopiti. Prišel je do višine 7000 m, ko je bil zaradi slabega vremena prisiljen tudi on opustiti vzpon. Kolegom se je prek radijske povezave zadnjič javil s točke nekaj sto metrov nižje, 14. oktobra 1994 ob 15. uri.